# Синхронное плавание на летних Олимпийских играх 2024 — квалификация
В соревнованиях по синхронному плаванию на летних Олимпийских играх 2024 года примут участие 96 спортсменок. Каждый НОК может выставить максимально восемь участников (включая двух мужчин ), если он получит квоту на участие в соревновании открытых команд, и двух спортсменок, соревнующихся в дуэте. НОК могут выбрать двух спортсменок, квалифицированных в командных соревнованиях, для участия в дуэте. 

## Правила квалификации
Принимающая страна Франция получает квоту на участие восьми спортсменов, из которых формирует команду и дуэт в качестве континентального представителя Европы. 
Команды, занявшие первые места на четырех континентальных соревнованиях (кроме Европы), получат квотные места на участие в соревнованиях открытых команд. Еще пять мест будут распределены по итогам Чемпионата мира по водным видам спорта 2024 года. 
Квоты на участие в соревнованиях дуэтов получат 10 НОК, квалифицированных в командные соревнования. Еще пять мест получат лучшие дуэты по результатам континентальных соревнований. Оставшиеся три квоты будут распределены по итогам Чемпионата мира по водным видам спорта 2024 года. 

## Квалификационные соревнования
| Соревнование                                                          | Дата                       | Место проведения |
| --------------------------------------------------------------------- | -------------------------- | ---------------- |
| Европейские игры 2023                                                 | 21 — 25 июня 2023          | Краков           |
| Чемпионат мира по водным видам спорта 2023 — квалификация для Африки  | 14 — 22 июля 2023          | Фукуока          |
| Чемпионат мира по водным видам спорта 2023 — квалификация для Океании | 14 — 22 июля 2023          | Фукуока          |
| Азиатские игры 2023                                                   | 6 — 8 октября 2023         | Ханчжоу          |
| Панамериканские игры 2023                                             | 31 октября — 3 ноября 2023 | Сантьяго         |
| Чемпионат мира по водным видам спорта 2024                            | 2 — 10 февраля 2024        | Доха             |

## Квалифицированные страны
| Страна           | Команды | Дуэты | Всего спортсменов |
| ---------------- | ------- | ----- | ----------------- |
| Австралия        | Yes     | Yes   | 8                 |
| Австрия          |         | Yes   | 2                 |
| Великобритания   |         | Yes   | 2                 |
| Греция           |         | Yes   | 2                 |
| Египет           | Yes     | Yes   | 8                 |
| Израиль          |         | Yes   | 2                 |
| Испания          | Yes     | Yes   | 8                 |
| Италия           | Yes     | Yes   | 8                 |
| Канада           | Yes     | Yes   | 8                 |
| Китай            | Yes     | Yes   | 8                 |
| Республика Корея |         | Yes   | 2                 |
| Мексика          | Yes     | Yes   | 8                 |
| Нидерланды       |         | Yes   | 2                 |
| Новая Зеландия   |         | Yes   | 2                 |
| США              | Yes     | Yes   | 8                 |
| Украина          |         | Yes   | 2                 |
| Франция          | Yes     | Yes   | 8                 |
| Япония           | Yes     | Yes   | 8                 |
| Всего: 18 НОК    | 10      | 18    | 96                |

## Квалифицированные участники

### Командные соревнования
| Способ отбора                              | Номер | Страна    | Квоту завоевали | Заявленные спортмены |
| ------------------------------------------ | ----- | --------- | --- | --- |
| Принимающая страна                         | 1     | Франция   | — | Ева Планекс Анастасия Баяндина Лаэлис Алавес Амбре Эно Романа Люнель Лаура Гонсалес Лора Трембль Шарлотта Трембль               |
| Африканская квалификация                   | 1     | Египет    | Нехал Саафан Салма Марей Сондос Мохамед Хана Хикал Малак Хебеша Амина эль-Феки Лайла Мохсен Мариам Ахмед                                    | Фарида Абдельбари Мариам Ахмед Надин Барсум Амина Эльфеки Хана Хикал Салма Марей Сондос Мохамед Нехал Саафан                    |
| Квалификация Океании                       | 1     | Австралия | Наталия Калойеро Марго Джозеф-Куо Джорджия Куредж-Гардинер Алессандра Хо Анастасия Кусмаван Пэм Куросава Зои Пулис Ханна Буркхилл           | Кэролин Бакл Кира Газзард Джорджия Куредж-Гардинер Рафаэлла Готье Марго Джозеф-Куо Анастасия Кусмаван Зоэ Пулис Милена Вальдман |
| Азиатские игры 2023                        | 1     | Китай     | Чан Хао Чэн Вэньтао Фэн Юй Ши Хаоюй Ван Цыюэ Ван Люи Ван Цяньи Сяо Яньнин                                                                   | Чан Хао Фэн Юй Ван Цыюэ Ван Люи Ван Цяньи Сян Биньсюань Сяо Яньнин Чжан Яи                                                      |
| Панамериканские игры 2023                  | 1     | Мексика   | Рехина Альферес Фернанда Арельяно Нурия Диосдадо Даниэла Эстрада Ицмари Гонсалес Луиса Хаилиб Хоана Хименес Джессика Собрино Памела Тоскано | Нурия Диосдадо Хоана Хименес Рехина Альферес Фернанда Арельяно Ицмари Гонсалес Саманта Родригес Джессика Собрино Памела Тоскано |
| Чемпионат мира по водным видам спорта 2024 | 1     | США       | Анита Альварес Джейми Чарковски Киана Хантер Калиста Лю Мегуми Филд Жаклин Луу Даниелла Рамирес Одри Квон Наталия Вега                      | Джейми Чарковски Мегуми Филд Анита Альварес Киана Хантер Одри Квон Жаклин Луу Даниэлла Рамирес Руби Ремати                      |
| Чемпионат мира по водным видам спорта 2024 | 2     | Испания   | Кристина Арамбула Берта Феррерас Марина Гарсия Меричель Мас Алиса Ожогина Паула Рамирес Сара Салданья Ирис Тио Бланка Толедано              | Алиса Ожогина Ирис Тио Меричель Ферре Марина Гарсия Поло Лилу Льюис Меричель Мас Паула Рамирес Бланка Толедано                  |
| Чемпионат мира по водным видам спорта 2024 | 3     | Япония    | Моэ Хига Моэка Кидзима Ута Кобаяши Томока Сато Аяно Симада Ами Вада Масиро Ясунага Мэгуму Ёсида Аканэ Янагисава                             | Моэ Хига Томока Сато Моэка Кидзима Ута Кобаяси Аяно Симада Ами Вада Масиро Ясунага Мэгуму Ёсида                                 |
| Чемпионат мира по водным видам спорта 2024 | 4     | Италия    | Линда Черрути Марта Якоаччи София Мастроянни Энрика Пикколи Лукреция Руджеро Изотта Спортелли Джулия Верниче Франческа Зунино               | Линда Черрути Лукреция Руджеро Марта Якоаччи София Мастроянни Энрика Пикколи Изотта Спортелли Джулия Верниче Франческа Зунино   |
| Чемпионат мира по водным видам спорта 2024 | 5     | Канада    | Сидни Кэрролл Скарлетт Финн Джонни Ньюман Рафаэлла Плант Кензи Придделл Клер Шеффел Флоранс Трембле Алена Вербинска Жаклин Симоно           | Одри Ламот Жаклин Симоно Скарлетт Финн Джонни Ньюман Рафаэлла Плант Кензи Придделл Клер Шеффел Флоранс Трембле                  |
| Всего                                      | 10    |           | | |

### Дуэты
| Способ отбора                                   | Номер | Страны             | Квоту завоевали                               | Заявленные спортсменки                        |
| ----------------------------------------------- | ----- | ------------------ | --------------------------------------------- | --------------------------------------------- |
| НОК, квалифицированные в командные соревнования | 1     | Австралия          | —                                             | Кэролин Бакл Кира Газзард                     |
| НОК, квалифицированные в командные соревнования | 2     | Китай              | —                                             | Ван Люи Ван Цяньи                             |
| НОК, квалифицированные в командные соревнования | 3     | Египет             | —                                             | Надин Барсум Хана Хикал                       |
| НОК, квалифицированные в командные соревнования | 4     | Франция            | —                                             | Анастасия Баяндина Романа Люнель              |
| НОК, квалифицированные в командные соревнования | 5     | Мексика            | —                                             | Нурия Диосдадо Хоана Хименес                  |
| НОК, квалифицированные в командные соревнования | 6     | США                | —                                             | Джейми Чарковски Мегуми Филд                  |
| НОК, квалифицированные в командные соревнования | 7     | Испания            | —                                             | Алиса Ожогина Ирис Тио                        |
| НОК, квалифицированные в командные соревнования | 8     | Япония             | —                                             | Моэ Хига Томока Сато                          |
| НОК, квалифицированные в командные соревнования | 9     | Италия             | —                                             | Линда Черрути Лукреция Руджеро                |
| НОК, квалифицированные в командные соревнования | 10    | Канада             | —                                             | Одри Ламот Жаклин Симоно                      |
| Европейские игры 2023                           | 1     | Австрия            | Анна-Мария Александри Эйрини-Мария Александри | Анна-Мария Александри Эйрини-Мария Александри |
| Африканская квалификация                        | 1     | —                  | —                                             | —                                             |
| Квалификация Океании                            | 1     | Новая Зеландия     | Иден Уорсли Ева Моррис                        | Нина Браун Ева Моррис                         |
| Азиатские игры 2023                             | 1     | Япония *           | —                                             | —                                             |
| Панамериканские игры 2023                       | 1     | США *              | —                                             | —                                             |
| Чемпионат мира по водным видам спорта 2024      | 1     | Великобритания     | Кейт Шортман Изабель Торп                     | Кейт Шортман Изабель Торп                     |
| Чемпионат мира по водным видам спорта 2024      | 2     | Нидерланды         | Брегье де Брауэр Нортье де Брауэр             | Брегье де Брауэр Нортье де Брауэр             |
| Чемпионат мира по водным видам спорта 2024      | 3     | Греция             | София Малкогеоргу Евангелия Платаниоти        | София Малкогеоргу Евангелия Платаниоти        |
| Чемпионат мира по водным видам спорта 2024      | 4     | Израиль *          | Шелли Бобрицки Ариэль Нассе                   | Шелли Бобрицки Ариэль Нассе                   |
| Чемпионат мира по водным видам спорта 2024      | 5     | Украина *          | Марина Алексеева Владислава Алексеева         | Марина Алексеева Владислава Алексеева         |
| Чемпионат мира по водным видам спорта 2024      | 6     | Республика Корея * | Хо Юн Со Ли Ри Ён                             | Хо Юн Со Ли Ри Ён                             |
| Всего                                           | 18    |                    |                                               |                                               |

- Дуэты Японии и США квалифицировались в олимпийский турнир через квоту команд на Чемпионате мира 2024 года, и их континентальные квоты, также как и африканскую квоту, FINA решила передать трем следующим дуэтам по результатам Чемпионата мира 2024 года.